# Pluvigner
Pluvigner (Pleuwigner auf Bretonisch) ist eine französische Gemeinde mit 7644 Einwohnern (1. Januar 2022) im Département Morbihan in der Region Bretagne. Sie gehört zum Arrondissement Lorient und zum Kanton Pluvigner.

## Geographie
Pluvigner liegt in einer waldreichen Umgebung am Westrand der Landes de Lanvaux. Im Norden der Gemeinde liegen der Forêt de Camors und der Forêt de Floranges; insgesamt sind etwa 17 % der fast 83 km² umfassenden Fläche Pluvigners bewaldet. Das Gebiet ist eine von Südwest nach Nordost ansteigende Hügellandschaft, deren höchste Erhebung der bis auf 144 m über NN reichende Le Soucho ist. Der Ort liegt elf Kilometer nördlich von Auray und 16 Kilometer südlich von Baud an der Straße D 768. Pluvigner besaß einen Eisenbahnanschluss an der Bahnstrecke Auray–Pontivy; diese wurde 1951 im Personenverkehr aufgegeben, 1981 auch das Bahnhofsgebäude abgerissen. 
Nachbargemeinden sind (im Uhrzeigersinn, beginnend im Südosten) Brech, Landaul, Landévant, Camors und Brandivy.

## Bevölkerungsentwicklung
| Jahr      | 1962 | 1968 | 1975 | 1982 | 1990 | 1999 | 2011 | 2019 |
| Einwohner | 4602 | 4494 | 4537 | 4725 | 4872 | 5428 | 7094 | 7676 |

Quellen: und 

## Wirtschaft
Neben land- und forstwirtschaftlichen Betrieben gibt es zwei größere gewerbliche Arbeitgeber: Hill-Rom, einen Hersteller von Artikeln des Klinikbedarfs (Betten, Krankenmöbel) mit mehreren hundert Beschäftigten, und Bretagne Chrome.

## Sehenswürdigkeiten und Veranstaltungen

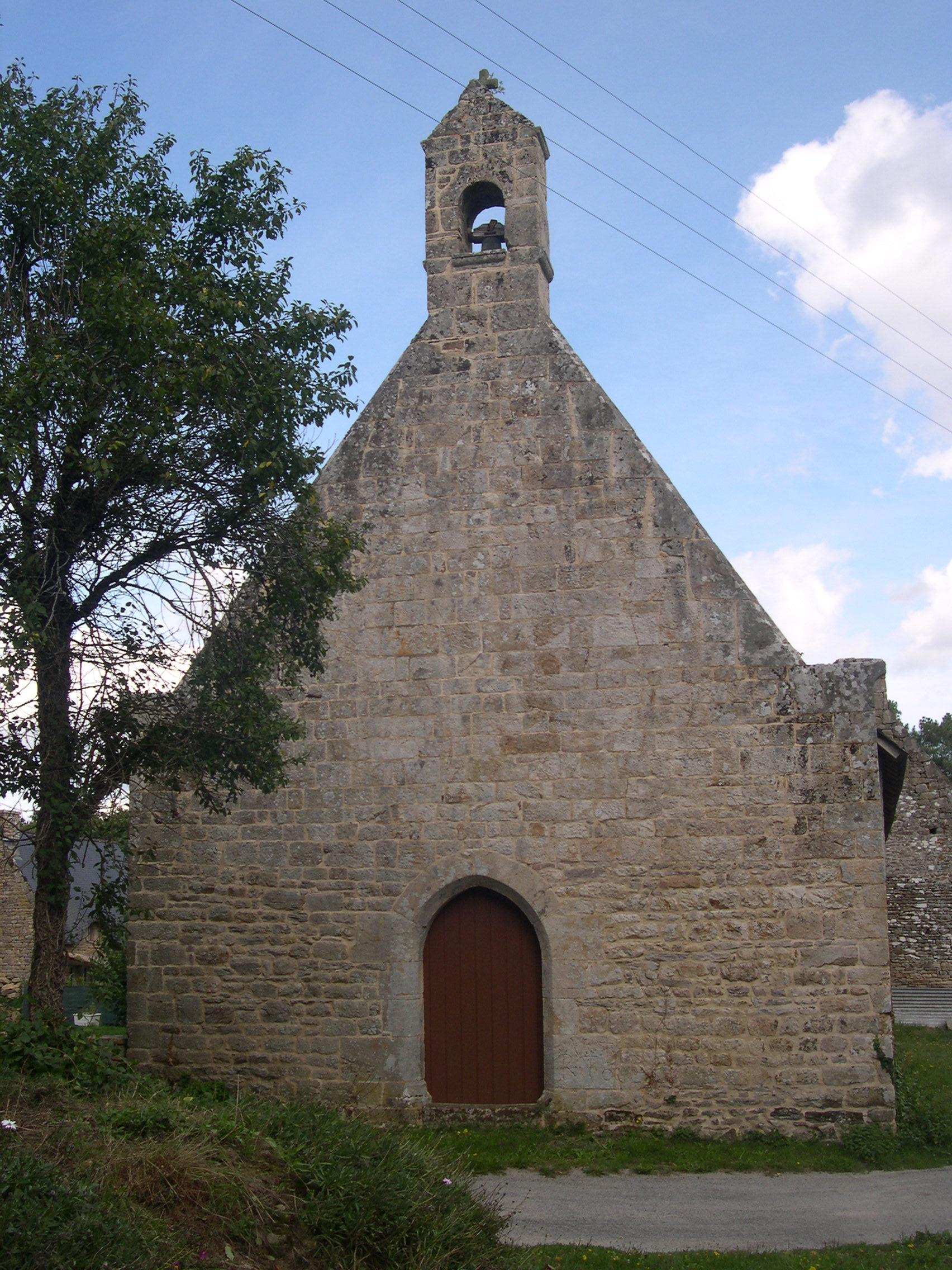
Kapelle Saint-Colomban

In und um Pluvigner, namentlich in Talhouët, findet man vorzeitliche Dolmen Grabhügel (tumuli), Stelen und Grabstätten, des Weiteren eine Vielzahl von Kapellen aus dem 15. bis 17. Jahrhundert, außerdem drei Schlösser aus dem 16. bis 18. Jahrhundert, die Châteaux von Kerlois, Keronic und Rimaison. Saint-Guigner ist eine im 16. Jahrhundert erbaute Kirche mit einem großen Wandbrunnen.
Im Sommer veranstaltet die Gemeinde nächtliche Märkte und Mitte August ein bretonisches Festival (fest-noz).
Siehe auch: Liste der Monuments historiques in Pluvigner

## Sport
Im Ort gibt es Vereine für Rugby (Pluvigner RC), Volley- (CO Pluvigner) und Fußball (AS Pluvigner und Keriolets de Pluvigner), deren erste Mannschaften derzeit (Anfang 2011) allesamt nur in unteren regionalen Spielklassen antreten. Den damals in der siebthöchsten Liga spielenden Männern der Keriolets gelang es allerdings, 2006 im französischen Fußballpokal bis in die landesweite Hauptrunde vorzudringen.

## Städtepartnerschaft
Pluvigner ist eine Partnerschaft mit der irischen Gemeinde Cahersiveen eingegangen.

## Nachweise und Anmerkungen
1. ↑  Cassini
2. ↑  INSEE
3. ↑  siehe die Webseite des Unternehmens (Memento des Originals vom 22. Juli 2011 im Internet Archive)  Info: Der Archivlink wurde automatisch eingesetzt und noch nicht geprüft. Bitte prüfe Original- und Archivlink gemäß Anleitung und entferne dann diesen Hinweis.